# Verdünnung

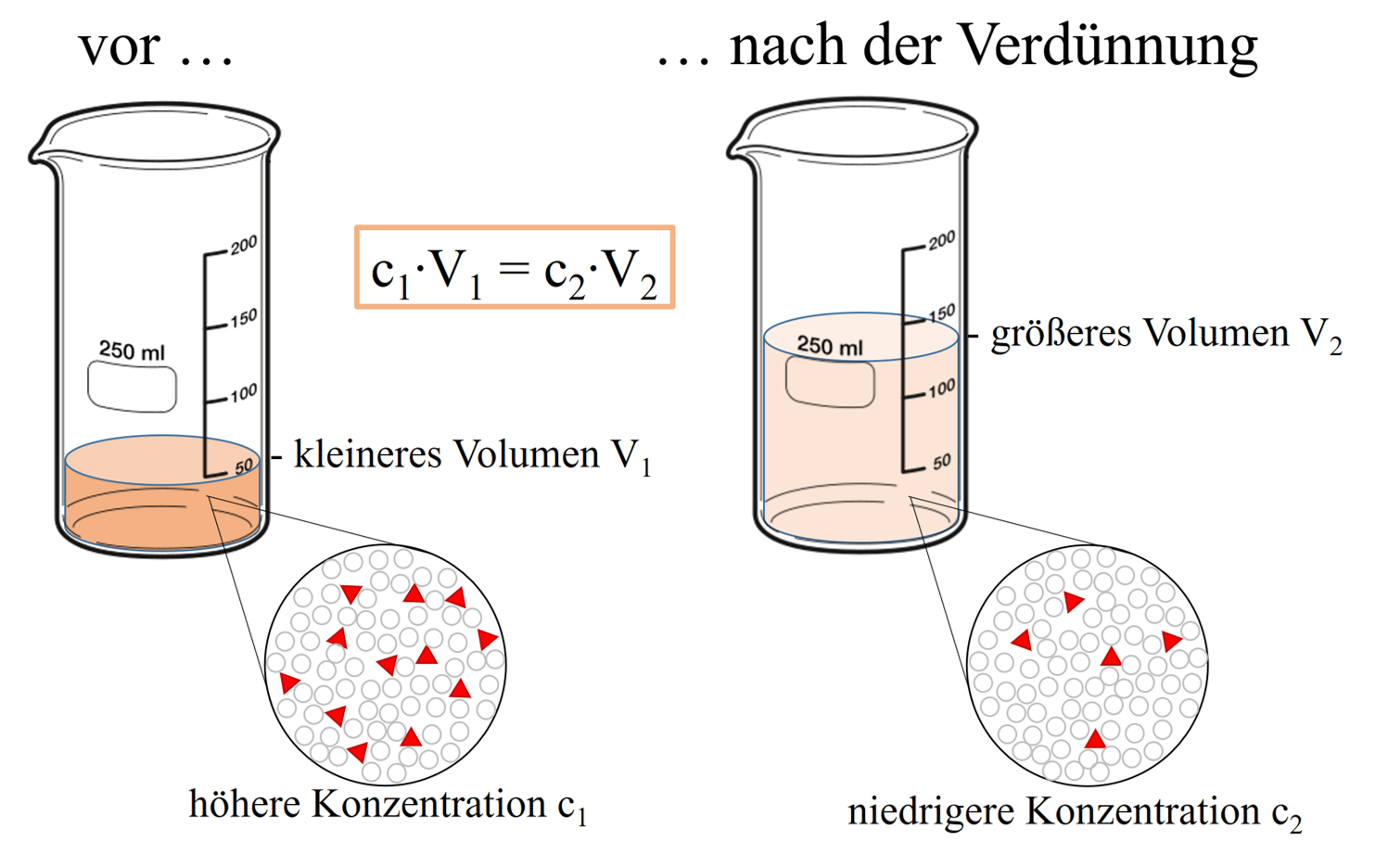
Lösung vor und nach Verdünnung mit Lösungsmittel

Als Verdünnung bezeichnet man meist den Vorgang des Verdünnens, aber auch die verdünnte Lösung selbst. Beim Vorgang des Verdünnens wird ein Lösungsmittel zur Lösung eines Stoffes mit meist bekannter Konzentration (Stammlösung) zugegeben. Das Volumen der Lösung nimmt dabei zu, die Konzentrationen der gelösten Stoffe sinken. Wird eine hoch konzentrierte Lösung oder gar eine flüssige Reinsubstanz (z. B. konzentrierte Schwefelsäure) verdünnt, muss man mit sehr starker Hitzeentwicklung rechnen. 
Als Streckung wird eine (unerlaubte) Verdünnung eines (teuren) Genuss- oder Lebensmittels oder Rauschmittels bezeichnet, beispielsweise gestreckter Wein, gestrecktes Gewürz oder gestrecktes Kokain, um den Vorrat oder Erlös zu vergrößern. Bei solchen Verfälschungen (siehe auch Lebensmittelverfälschungen) wird das billige Streckungsmittel zum teuren Preis der Ware mitverkauft und so ein höherer Profit erzielt. Zu Mangel- und Notzeiten wurde aber auch beispielsweise Brotmehl durch Sägemehl oder andere Stoffe gestreckt (siehe dazu Hungerbrot). 

## Prinzip

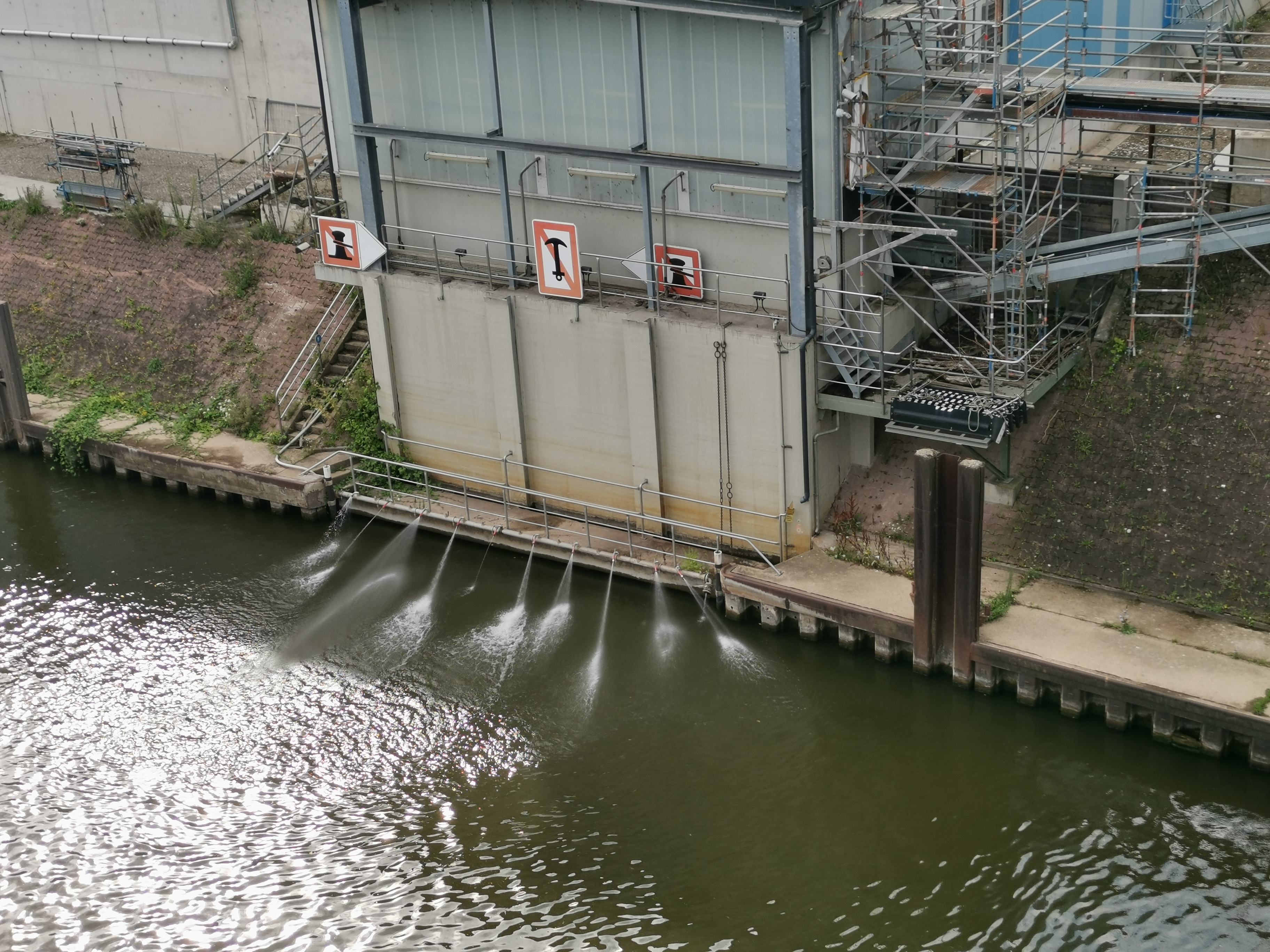
Verdünnung von Abwässern im Industriepark Frankfurt-Höchst mit Wasserdüsen.

Nicht nur der Vorgang der Verdünnung, sondern auch das Resultat, die verdünnte Lösung selbst, kann man als Verdünnung bezeichnen (in der Pharmazie abgekürzt dil.von dilutus (lateinisch)). Das bei einer Verdünnung zugegebene Lösungsmittel wird bei der Arbeit im Labor als Verdünnungsmittel bezeichnet, wird aber z. B. im Malerhandwerk im Fall von Anstrichmitteln und Lacken ebenfalls kurz Verdünnung genannt. In der Küche wird der Begriff Verdünnung gelegentlich fälschlich im Sinne von Verflüssigung und als Gegensatz zu Verdickung und Eindickung benutzt, ohne dass sich die Konzentration ändert und ohne dass sich das Volumen erhöht, beispielsweise wenn Gelatine-haltige Lebensmittel erhitzt werden.
Eine Verdünnung ist nicht ausschließlich durch Zugaben von Flüssigkeiten zu erreichen, sondern auch durch alle Maßnahmen, welche die Konzentrationen der gelösten Stoffe erniedrigen und das Volumen der Lösung erhöhen. Man kann also eine Verdünnung unter Erniedrigung der Konzentrationen gelöster Stoffe auch durch Temperaturerhöhung oder durch Zugabe von festen oder gelbildenden Stoffen erreichen, auch wenn dabei die Viskosität zunimmt (‚Verdickung oder Eindickung‘).
Mehrere Verdünnungen, d. h. mehrere unterschiedlich verdünnte Lösungen der Ausgangslösung werden als Verdünnungsreihe bezeichnet. Die
Lösungen der Verdünnungsreihe werden mit zunehmenden Volumina des Verdünnungsmittels hergestellt, wobei die angestrebten Endvolumina  mittels auf Einlauf (oder Einguss) geeichter Messkolben vorgegeben werden.

## Andersartige Verdünnungen
- Verdünnungen von Pathogenen, Antigenen oder Antikörpern werden gelegentlich als Titer bezeichnet.
- Die Vereinzelung von replizierbaren Partikeln wie Zellen oder Viren wird unter anderem beim Limiting Dilution Cloning verwendet, während bei Mikroorganismen teilweise auch ein Ausstrich eingesetzt wird.
- Das Wiederherstellen einer ursprünglichen Konzentration von eingedickten Fruchtsäften oder gefriergetrockneten Proben wird als Rückverdünnung bezeichnet.

## Berechnungen
Bei der Verdünnung einer Lösung mit einem Verdünnungsmittel, das den gelösten Stoff nicht enthält,  bleibt die Stoffmenge n des gelösten Stoffs  konstant.
Deshalb gilt: {\displaystyle n_{1}=n_{2}}. Daraus wird mit  {\displaystyle n=cV}
{\displaystyle c_{1}V_{1}=c_{2}V_{2}}
Wenn der Index 1 den Ausgangszustand und der Index 2 den Endzustand bezeichnet, berechnet sich die Konzentration der verdünnten Lösung zu
{\displaystyle c_{2}=c_{1}V_{1}/V_{2}}
Eine Verdünnung von 1:100 (1 ad 100) bedeutet, dass 1 ml einer Lösung mit Lösungsmittel in einem 100 ml-Maßkolben  auf ein Endvolumen von 100 ml aufgefüllt wird. (Der lat. Präfix „ad“ ‚zu‘ vor der Volumenangabe bezeichnet das Endvolumen der Verdünnung.) Dabei sinkt die Endkonzentration auf ein hundertstel der Ausgangskonzentration.
Wenn das Verdünnungsmittel den zu verdünnenden Stoff in bekannter Konzentration ebenfalls enthält, muss zur Berechnung der Endkonzentration das sog. Mischungskreuz verwendet werden.

## Beispiele für Verdünnungen
| Verdünnung          | Verdünnung | Verdünnung | Das entspricht ungefähr einem Tropfen Alkohol (80 µl) auf | Das entspricht ungefähr einem Tropfen Alkohol (80 µl) auf                                              |
| ------------------- | ---------- | ---------- | --------------------------------------------------------- | --- |
| 1 : 100             | 10−2       |            | 8 ml                                                      | einen halben Esslöffel                                                                                 |
| 1 : 1000            | 10−3       |            | 8 cl                                                      | vier Schnapsgläser                                                                                     |
| 1 : 1 Million       | 10−6       | ppm        | 80 l                                                      | eine kleine Mülltonne                                                                                  |
| 1 : 1 Milliarde     | 10−9       | ppb        | 80 m3                                                     | einen Kesselwagen der DB                                                                               |
| 1 : 1 Billion       | 10−12      | ppt        | 80.000 m3                                                 | 32 olympische Schwimmbecken (50 × 25 × 2 m)                                                            |
| 1 : 1 Billiarde     | 10−15      | ppq        | 80 Mio. m3                                                | einen Wasserwürfel mit der Kantenlänge der Höhe des Empire State Building (449 m)                      |
| 1 : 100 Trilliarden | 10−23      |            | 8 Mio. km3                                                | den doppelten Inhalt des Mittelmeers (4,3 Mio. km3) oder ein Alkohol-Molekül in einem halben Esslöffel |